# James Shekhar
James Shekhar (ur. 23 września 1967 w Singamparai) – indyjski duchowny katolicki, biskup Buxar od 2023.

## Życiorys

### Prezbiterat
Święcenia kapłańskie otrzymał 26 maja 1996 i został inkardynowany do archidiecezji Patna. Był m.in. archidiecezjalnym duszpasterzem młodzieży, sekretarzem biskupim oraz wicesekretarzem rady biskupów regionu Bihar, Jharkhand i Andaman.

### Episkopat
4 lutego 2023 papież Franciszek mianował go biskupem diecezji Buxar. Sakry udzielił mu 25 marca 2023 arcybiskup William D’Souza.